# 董守训
董守训（?—?），元朝大臣，真定府藁城县人，元顺帝时中书参知政事。
董守训是元世祖的功臣董文忠的孙子，陕西行台御史中丞董士恭的儿子。元顺帝至元年间，由工部司程转任至岭北行省参议。至正二十七年（1367年），入朝担任中书省参知政事。